# جورج ريخفياشفيلي
جورج ريخفياشفيلي (22 فبراير 1988 بروستاوي في جورجيا - ) هو لاعب كرة قدم جورجي في مركز الدفاع. لعب مع بولو سبور ونادي تشيخورا ساتشخيره ونادي دينامو تبليسي ونادي ميتالورغي روستافي.

## وصلات خارجية
- جورج ريخفياشفيلي على موقع الاتحاد الأوربي (الإنجليزية)
- جورج ريخفياشفيلي على موقع اتحاد تركيا (لاعب) (الإنجليزية)
- جورج ريخفياشفيلي على موقع قاعدة بيانات كرة القدم.إي يو (الإنجليزية)
- جورج ريخفياشفيلي على موقع قاعدة بيانات كرة القدم.إي يو (الإنجليزية)
- جورج ريخفياشفيلي على موقع ناشيونال فوتبول تيمز (الإنجليزية)
- جورج ريخفياشفيلي على موقع Soccerway.com (الإنجليزية)
- جورج ريخفياشفيلي على موقع عالم كرة القدم.نت (الإنجليزية)